# Segundo Tapia
Segundo Leocadio Tapia Bernal (Chota, 12 de febrero de 1968) es un médico y político peruano. Fue congresista de la república por la región de Cajamarca desde julio del 2011 hasta septiembre del 2019.

## Biografía
Nació en la ciudad de Chota, ubicado en el departamento de Cajamarca, el 12 de febrero de 1968.
En 1995 se graduó como médico en la Universidad Nacional Pedro Ruiz Gallo de Lambayeque. Ha realizado estudios posteriores de posgrado en diversas universidades, entre otras en la Universidad Nacional Mayor de San Marcos y en la Universidad Nacional Federico Villarreal.
Ha laborado desde 2004 como médico asistente gineco-obstetra en el Hospital Nacional Arzobispo Loayza de la ciudad de Lima, y es desde el año 2008 docente en la Universidad Privada San Juan Bautista.

## Carrera política
Fue miembro del partido Justicia Nacional, desde junio del 2004 hasta agosto del 2007, y fue candidato al Congreso de la República representando a Cajamarca en las elecciones parlamentarias del año 2006. Sin embargo, no resultó elegido. 

### Congresista de la República
Fue militante del partido Perú Posible en el año 2007. Posteriormente se integró a las filas del fujimorismo como miembro de Fuerza 2011 de Keiko Fujimori y postuló nuevamente al Congreso de la República en las elecciones parlamentarias del año 2011, resultando elegido como congresista por Cajamarca con 10,545 votos para el periodo parlamentario 2011-2016.
Durante su primera gestión como congresista, ejerció como miembro de la Comisión de Salud.
Fue reelegido en las elecciones del año 2016 para el periodo 2016-2021.
En septiembre del 2016, Tapia fue elegido como presidente de la Comisión de Fiscalización. En el año 2018, fue elegido como segundo vicepresidente de la Mesa Directiva del Congreso bajo la presidencia de Daniel Salaverry para el periodo 2018-2019.
Tras la disolución del Congreso de la República decretado por el presidente Martín Vizcarra su cargo congresal llegó a su fin el 30 de septiembre del 2019.